# Gewöhnliche Haselwurz
Die Gewöhnliche Haselwurz (Asarum europaeum), kurz auch Haselwurz genannt, ist eine Pflanzenart aus der Gattung Haselwurzen (Asarum) innerhalb der Familie der Osterluzeigewächse (Aristolochiaceae). Sie gedeiht in Wäldern in weiten Gebieten Eurasiens.

## Namensgebung
Für Asarum europaeum werden oft auch die Trivialnamen Europäische Haselwurz oder nur Haselwurz genannt. Andere Namen sind auch Braune Haselwurz, Hasenpappel, Hexenrauch, Aser, Brechhaselkraut, Drüsenkraut, Hasel-Mönch, Haselmünch, Haselmusch, Hasenohr, Hasenöhrlein, Hasenpappel, Hasenpfeffer, Hasewurz, Hasselkräut, Hauswurzel, Kampferwurzel, Leberkraut, Mausohren, Natterwurz, Neidkraut, Nierenkraut, Pfefferblätter, Pfefferkraut, Scheibelkraut, Schlangenwurzel, Schweinsohr, Speiblätter, Spitze Haselwörz, Teufelsklaue, Vogelskappe, Weihrauchkraut, Wilder Nardus (lateinisch Nardus agrestis) und Wilder Pfeffer.
Weitere im deutschsprachigen Raum, zum Teil nur regional, gebräuchliche oder gebräuchlich gewesene Trivialnamen sind: Brechwurz (Bern), Haiselwurtz (althochdeutsch), Hasalwurtz (althochdeutsch), Haselbluoma (althochdeutsch), Haselmünach (Zillerthal, Salzburg), Haselmünch (mittelhochdeutsch), Haselmünnich (Salzburg), Haselmusch (Pongau), Haselmuschelen, Haselwort, Haselwürze (Bern), Haselwurz, Hasenöhrlein (Schlesien), Hasenwurz (mittelhochdeutsch), Hasilwurz (althochdeutsch), Haslewort (mittelniederdeutsch), Hasselnblatt (Siebenbürgen), Hasselnkrott, Hasselwurzel (Siebenbürgen), Hazelwort (mittelniederdeutsch), Wild Mausöhrlein, Wild Negelwurz (mittelhochdeutsch), Wild Neghelken, Wild Neleken, Scheibelkraut (Österreich bei Linz) und Schwarzkrott (Siebenbürgen).
Volksetymologisch wurde der aus dem griechisch-lateinischen Lehnwort asarum (gelegentlich auch azarum geschrieben) schon im Althochdeutschen gebildete Name „Haselwurz“ unter anderem darauf bezogen, dass die Art oft unter Haselnusssträuchern wachse. Der botanische Gattungsname Asarum bedeutet unverzweigt (griechisch asaron „zweiglos“), das Artepitheton europaeum kennzeichnet sie als einzige in Europa heimische Art der Gattung Asarum, zu der etwa 100 Arten gehören.

## Beschreibung und Ökologie

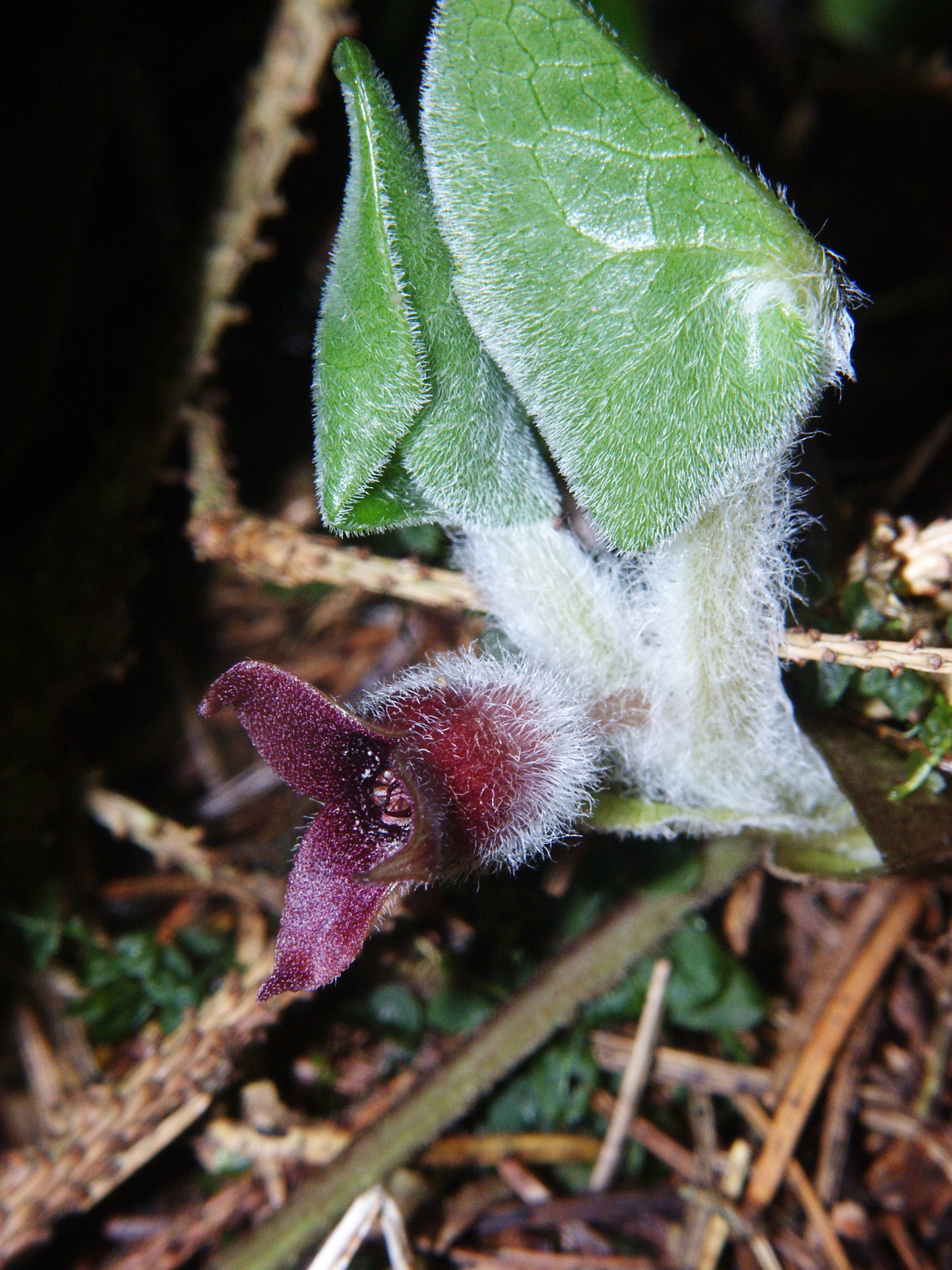
Blüte von vorne; gut zu erkennen ist auch, dass fast alle Pflanzenteile (außer der Blattoberseite) behaart sind

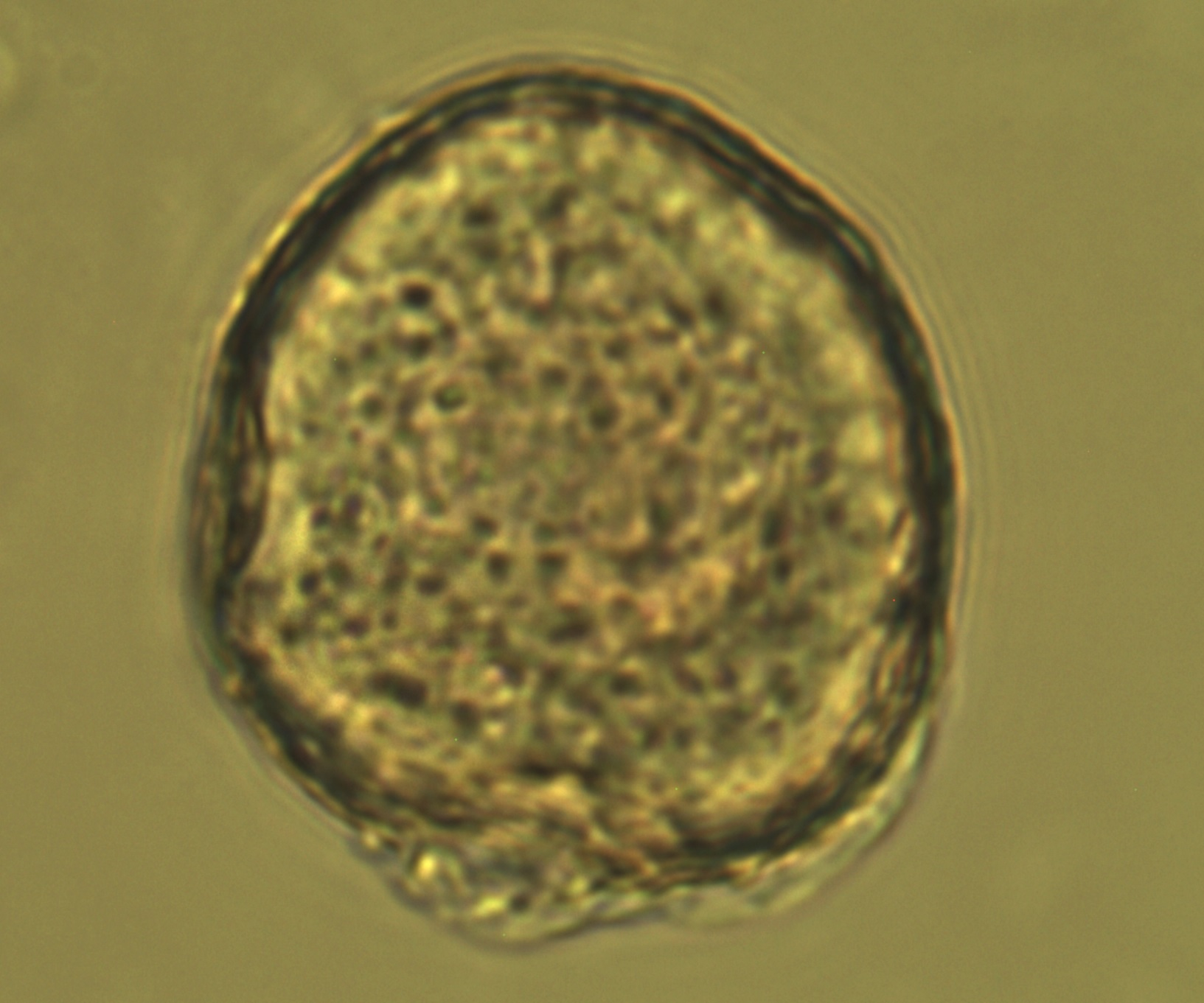
Pollenkorn der Gewöhnlichen Haselwurz (400×)

### Vegetative Merkmale
Die Gewöhnliche Haselwurz wächst als immergrüne, ausdauernde krautige Pflanze und erreicht Wuchshöhen von nur 5 bis 10 Zentimetern. Sie bildet ein Rhizom als Überdauerungsorgan. Die oberirdischen Pflanzenteile sind behaart. Alle Pflanzenteile riechen intensiv, das Rhizom riecht pfefferartig. Die Sprossachse ist kriechend, mit zwei bis drei bräunlichgrünen Niederblättern.
Die zwei immergrünen, lang gestielten Laubblätter besitzen eine einfache, rundliche bis nierenförmige oder herzförmige Blattspreite, die auf der Oberseite meist glänzend, während die Unterseite meist behaart ist.

### Generative Merkmale
Die einzeln unmittelbar in Bodennähe stehenden Blüten sind krugförmig und braunrot mit drei Zipfeln. Die Blütenhülle besteht aus drei verwachsenen, braunpurpurnen Blütenhüllblättern. Sie riechen intensiv nach Pfeffer. Sie besitzt zwölf, in zwei Kreisen gegliederte Staubblätter. Der Fruchtknoten ist unterständig. Die protogynen (vorweiblichen) Blüten bestäuben sich oft selbst. Es kommt aber auch Fremdbestäubung vor, sie erfolgt durch Insekten. Die sechs Griffel sind zu einer dicken Griffelsäule verwachsen, die an ihrer Spitze eine sechsstrahlige Narbe trägt. Die Narbe reift vor den Staubblättern, die in der noch nicht völlig geöffneten Blüte weit nach unten gebogen sind und fast den Blütenboden berühren. In diesem Stadium steht die Narbe frei da. Zunächst richten sich die Staubblätter des inneren Kreises auf und schmiegen sich dicht an die Narbe stets zwischen je zwei Lappen an, wobei leicht Selbstbestäubung eintreten kann. Später biegen sich auch die äußeren kleinen Staubblätter auf und fügen sich unterhalb der Narbenlappen zwischen die größeren Staubblätter ein. Die jetzt erreichte männliche Phase der Blüte bewirkt deren volle Öffnung und ihre Perigonzipfel neigen sich nach außen. Die Blüten täuschen gewisse Merkmale von Pilzen vor und locken Pilzmücken an, die für die Bestäubung sorgen. (Blütenökologisch werden sie deshalb „Fliegen-Täuschblumen“ genannt.) Die Blütezeit reicht von März bis Mai.
Die sechsklappigen Kapselfrüchte reifen im Juni und streuen im Juli bis August die Samen aus. Die Samen tragen Elaiosomen und werden von Ameisen ausgebreitet (Myrmekochorie).
Die Chromosomenzahl beträgt 2n = 26 oder 40.

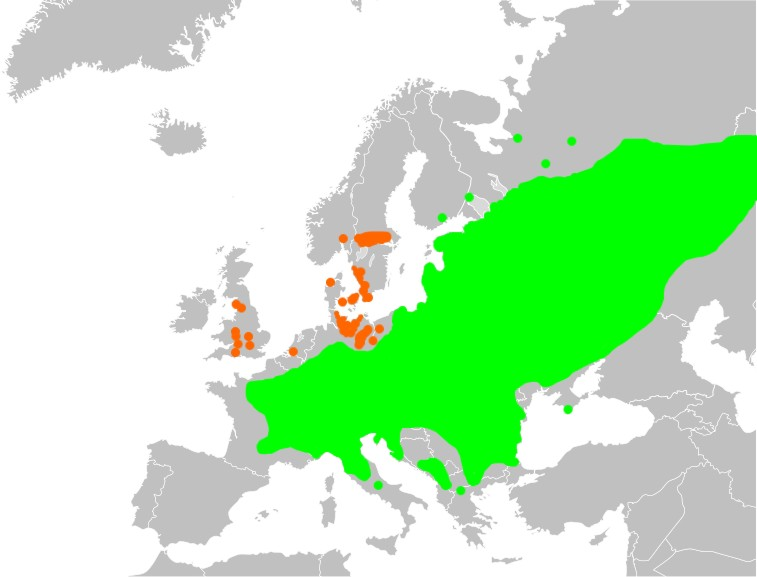
Verbreitungskarte

## Vorkommen
Das Verbreitungsgebiet umfasst Eurasien mit kontinentaler Tendenz bis Sibirien. In Europa reichen die Areale von Südskandinavien bis Südfrankreich, Mittelitalien und Griechenland.
In Österreich ist sie in allen Bundesländern  häufig (in Kärnten eher selten).
Häufigste Standorte sind Laubwälder und Gebüsche, Au- und Schluchtwälder auf vor allem kalkhaltigen, feuchten Böden. Genauer sind es krautreiche Laub- und Nadelmischwälder, besonders Mull-Buchenwälder auf Braunerden. Außerdem gedeihen sie in Haselstrauchhecken sowie Schlucht- und Auwäldern. Der Boden ist meist frisch bis feucht, nährstoffreich und meist kalkhaltig. Die Gewöhnliche Haselwurz ist ein Lehm- und Feuchtigkeitsanzeiger. Häufige Begleitpflanzen der Haselwurz sind zum Beispiel Wald-Trespe, Frühlings-Platterbse, Seidelbast, Nesselblättrige Glockenblume, Mandelblättrige Wolfsmilch und Wald-Sanikel.

## Standorte und Verbreitung in Mitteleuropa
Die Gewöhnliche Haselwurz braucht kalkhaltigen nährstoffreichen und eher feuchten als trockenen Lehm- oder Tonboden mit einer ausgeprägten Mullauflage. Sie trägt selbst zur Lockerung des Bodens bei.
Sie besiedelt Laub- und Mischwälder, sie geht aber auch in Auenwälder und in Nadelforste. Sie ist eine Fagetalia-Ordnungscharakterart. In Mitteleuropa tritt sie zerstreut auf, sie kommt aber an ihren Standorten oft in ausgedehnten, meist lockeren, aber in individuenreichen Beständen vor. Große „Nester“ können mehrere Quadratmeter bedecken. Sie steigt in den Alpen in Höhenlagen von bis über 1200 Metern auf. In den Allgäuer Alpen kommt sie im Tiroler Teil im Höhenbachtal bei Holzgau bis zu 1150 Metern vor.
Die ökologischen Zeigerwerte nach Landolt et al. 2010 sind in der Schweiz: Feuchtezahl F = 3+ (feucht), Lichtzahl L = 2 (schattig), Reaktionszahl R = 4 (neutral bis basisch), Temperaturzahl T = 4 (kollin), Nährstoffzahl N = 3 (mäßig nährstoffarm bis mäßig nährstoffreich), Kontinentalitätszahl K = 2 (subozeanisch).

## Systematik
Die Gattung Asarum wurde 1753 mit der Typusart Asarum europaeum durch Carl von Linné in Species Plantarum, Tomus I, S. 442 aufgestellt. Das Artepitheton europaeum bedeutet europäisch.
In Europa unterscheidet man bei Asarum europaeum drei Unterarten:
- Asarum europaeum L. subsp. europaeum: Blätter breiter als lang, stumpf; Blattunterseite auf der Fläche behaart; Blattoberseite mit Stomata, ohne Papillen, glänzend; Europa.
- Asarum europaeum subsp. caucasicum (Duch.) Soó: Laubblätter etwa so lang wie breit, zugespitzt; Blattunterseite höchstens auf den Nerven etwas behaart, sonst kahl; Blattoberseite ohne Stomata; Epidermis der Blattoberseite papillös, matt. Die Chromosomenzahl beträgt 2n = 26.[8] Sie kommt in Europa in Frankreich, Deutschland, Italien, in der Schweiz, Österreich, Ungarn, Slowenien, Kroatien und in der Slowakei vor.[14]
- Asarum europaeum subsp. italicum Kukkonen & Uotila: Laubblätter etwa so lang wie breit, zugespitzt; Blattunterseite behaart bis kahl; Blattoberseite ohne Stomata; Epidermis der Blattoberseite nicht papillös; Italien, Montenegro[15], Türkei[14]

## Bilder – Botanik
Gewöhnliche Haselwurz (Asarum europaeum):

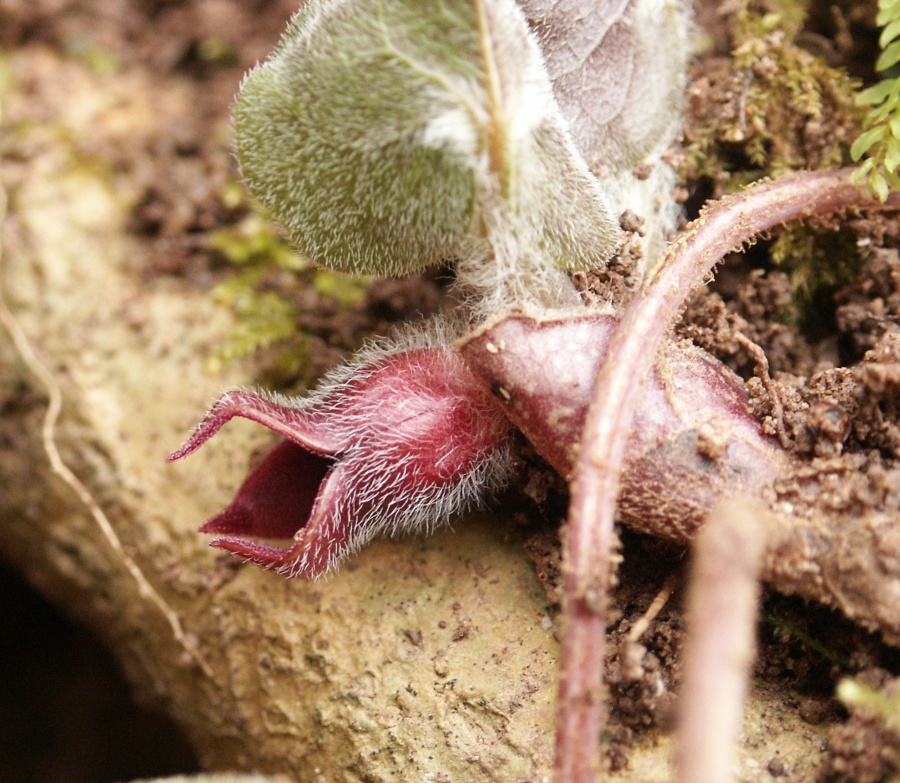
Dreizählige Blüte und gut zu erkennen ist die Behaarung der oberirdischen Pflanzenteile.
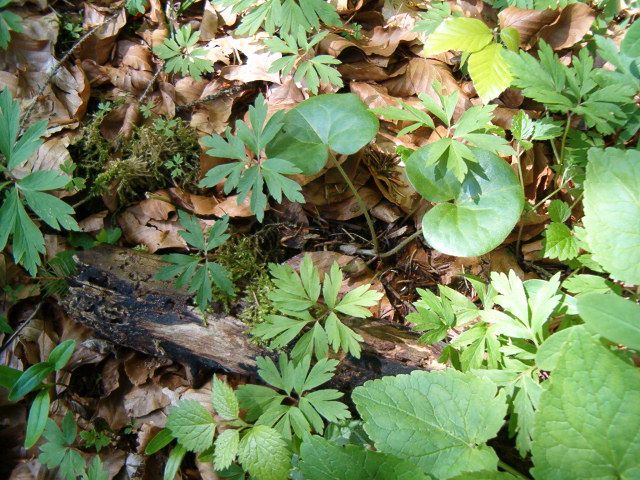
So im Laub versteckt findet man die Gewöhnliche Haselwurz, mit ihren zwei rundlich-nierenförmigen Laubblättern.
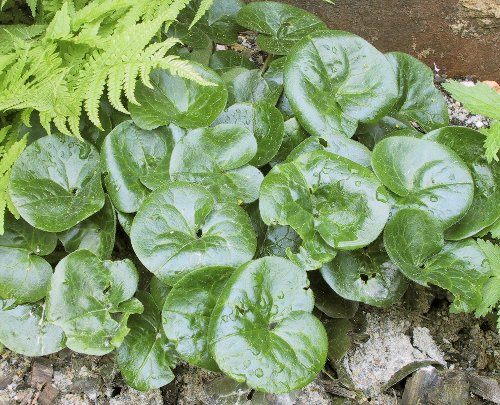
Rundlich-nierenförmige Laubblätter

## Inhaltsstoffe und Nutzung
Blätter und Wurzeln der Haselwurz schmecken nach Pfeffer, das Rhizom enthält kampferartige, ätherische Substanzen, die schleimhautreizend, brech- und niesreizanregend wirken und innere Blutungen auslösen können (Gastroenteritis).
Bis ins 18. Jahrhundert wurden die getrockneten Rhizome als Brechmittel verwandt. Später gehörten sie in pulverisierter Form zum variablen Zutatenkreis des Schneeberger Schnupftabaks. Die Droge wird im August gesammelt, das getrocknete Rhizom trägt folgende Namen: Radix Asari, Radix Nardi rusticae, Radix Nardi sylvestrae und Rhizoma Asari.
Von der Nutzung des Rhizoms in der Pharmazie wird heute abgeraten, da dessen Inhaltsstoffe zu erheblichen gesundheitlichen Beeinträchtigungen führen können (siehe Kapitel Giftigkeit).

## Giftigkeit
Die ganze Pflanze ist giftig.
Hauptwirkstoff ist das in ihr zu 0,7–4 % enthaltene ätherische Öl bzw. der darin enthaltene Wirk- und Giftstoff Asaron, der zu 30–50 % im ätherischen Öl enthalten sein kann. Ein weiterer Wirkstoff ist das Selinan-Derivat alpha-Agarofuran.
Es gibt neben Pflanzen, die kein Asaron enthalten, auch solche, deren ätherisches Öl bis zu 90 % trans-Isoasaron bzw. trans-Isoeugenol oder trans-Isoelemicin enthält. Im Hinblick auf die verschiedene Zusammensetzung ihres ätherischen Öls kann man in Europa vier verschiedene chemische Rassen von Asarum europaeum unterscheiden.
Als Vergiftungserscheinungen treten auf:
Brennen im Mund und im Schlund, Übelkeit, Erbrechen, Magenschmerzen, Gastroenteritis mit Durchfällen und Uterusblutungen. Im Extremfall kann der Tod durch zentrale Atemlähmung eintreten. Beim Kauen des Rhizoms werden die Mundhöhle und die Zunge vorübergehend betäubt. Verantwortlich dafür sind die Phenylpropan-Derivate trans-Isoasaron und trans-Isoeugenolmethylester. Der Brechreiz ist dem ätherischen Öl zuzuschreiben.

## Geschichte

### Heilkunde
Die von Pedanios Dioskurides (De materia medica) und von Plinius dem Älteren (Naturalis historia) angegebenen Heilmittel-Indikationen stimmen weitgehend überein. Es wird daher angenommen, dass beide aus den gleichen Quellen schöpften. Auf der Basis der Elementenlehre deuteten sie die Wurzel des „asarum“ als Mittel zur Reinigung („purgatio“) des Körpers von unpassenden oder verdorbenen Säften.
| Indikationen bei Pedanios Dioskurides       | Indikationen bei Plinius dem Älteren                                                   |
| ------------------------------------------- | -------------------------------------------------------------------------------------- |
| Wirkt erwärmend, auf der Zunge beißend      |                                                                                        |
| Ist harntreibend und gut für Wassersüchtige | Mit Most harntreibend und gut gegen Wassersucht                                        |
| Gut gegen chronischen Ischias               |                                                                                        |
| Purgiert mit Met wie weiße Nieswurz         | Sie purgiert den Leib wie Nieswurz                                                     |
| Befördert die Menstruationsblutung          | Ist gut für die Gebärmutter                                                            |
| Wirkt Brechen erregend                      |                                                                                        |
|                                             | Ist gut für Oberbauchbeschwerden (praecordii), bei Gelbsucht und bei Lebererkrankungen |

Galen schrieb dem „asarus“ gleiche Wirkung wie dem „acorus“ zu: „Bewegt den Harn und hilft bei Milz-Verhärtung“. Der „asarus“ sollte jedoch intensiver wirken als der „acorus“.
Die Ärzte des arabischen und lateinischen Mittelalters übernahmen die von Dioskurides, Plinius und Galen aufgeführten Wirkungs- und Indikationsangaben für den „asarus“ und sie ordneten ihn in der Gliederung der Humorallehre als „heiß und trocken im dritten Grad“ ein. Avicenna rühmte die Anwendung der Wurzel außerdem zur Behandlung von „Hornhautverdickung“ und zur Vermehrung der Spermien.
In der mittelalterlichen Chirurgie wurde die Haselwurz nur selten, so als Zutat für Wundsalben, eingesetzt. Häufiger fand die Pflanze bzw. deren Droge Verwendung als Diuretikum, Emetikum (Brechmittel) und zur Förderung der Menstruation. Hildegard von Bingen beurteilte im 12. Jahrhundert die Wirkkraft des „asarus“ als mehr schädlich als nützlich. Insbesondere warnte sie vor seiner Anwendung in der Frauenheilkunde. Und noch im 16. Jahrhundert warnte der Theologe und Arzt Otto Brunfels, dass „schlepseck“ den Frauen die Haselwurz als Abtreibungsmittel verkauften.
Als Schnupf- und Bähmittel zur „Reinigung des Hauptes von zu viel Feuchtigkeit“ wurde die in Essig zerstoßene oder aufgelöste Haselwurz im 15. Jahrhundert durch Nikolaus Frauenlob gepriesen und noch im 18. Jahrhundert durch William Cullen bei Stockschnupfen, Kopfschmerz und hartnäckigen Augenübeln empfohlen. Als preiswerte Ergänzung zu der seit dem 18. Jahrhundert in Europa therapeutisch verwendeten Ipecacuanha wurde die Haselwurz in viele amtliche Arzneibücher aufgenommen und in der Preussischen Pharmaköpoe bis in die Mitte des 19. Jahrhunderts aufgeführt.

### Tierheilkunde
In einer elsässischen Handschrift des 15. Jahrhunderts (Cpg 226) wurde empfohlen, den von Seuchen befallenen Rindern Haselwurz einzugeben. Das bestätigte Hieronymus Bock in seinem Kräuterbuch (1539), und er ergänzte, dass die Schäfer die Wurzel gepulvert und mit Salz vermengt ihren an Keuchen und Husten erkrankten Schafen zum Lecken vorlegen. Joachim Camerarius der Jüngere teilte 1586 mit, dass Etliche den Pferden im Mai Haselwurz-Blätter zu Fressen geben, „damit sie sich reinigen und mutiger werden“. Im ausklingenden 17. Jahrhundert berichteten Pierre Pomet (1694) und Nicolas Lémery (1699), dass die Haselwurz mit feuchter Kleie vermischt in großen Mengen beim Wurmbefall der Pferde („farcin“) verordnet werde.

### Historische Abbildungen

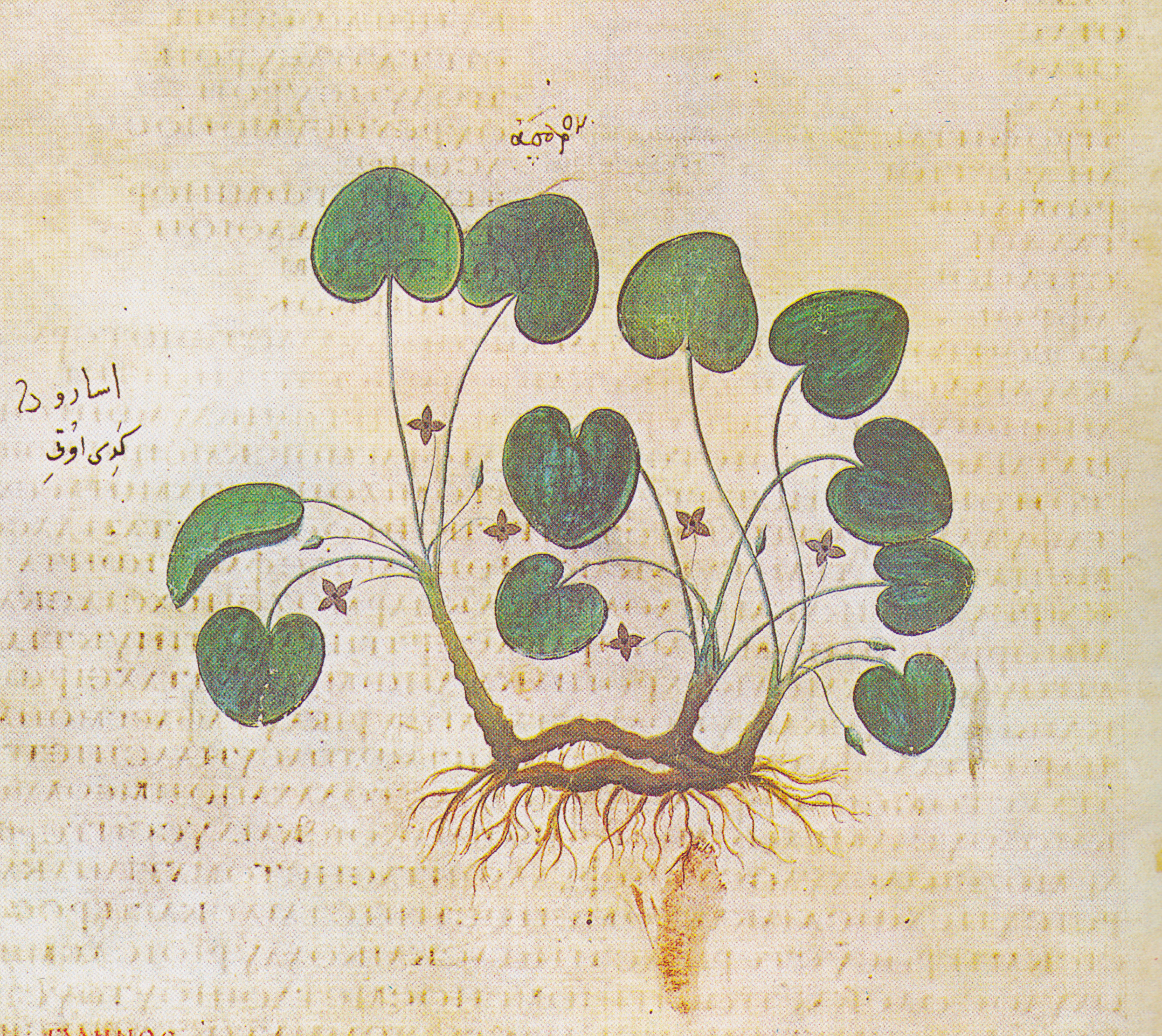
Wiener Dioskurides 6. Jahrhundert. Asaron
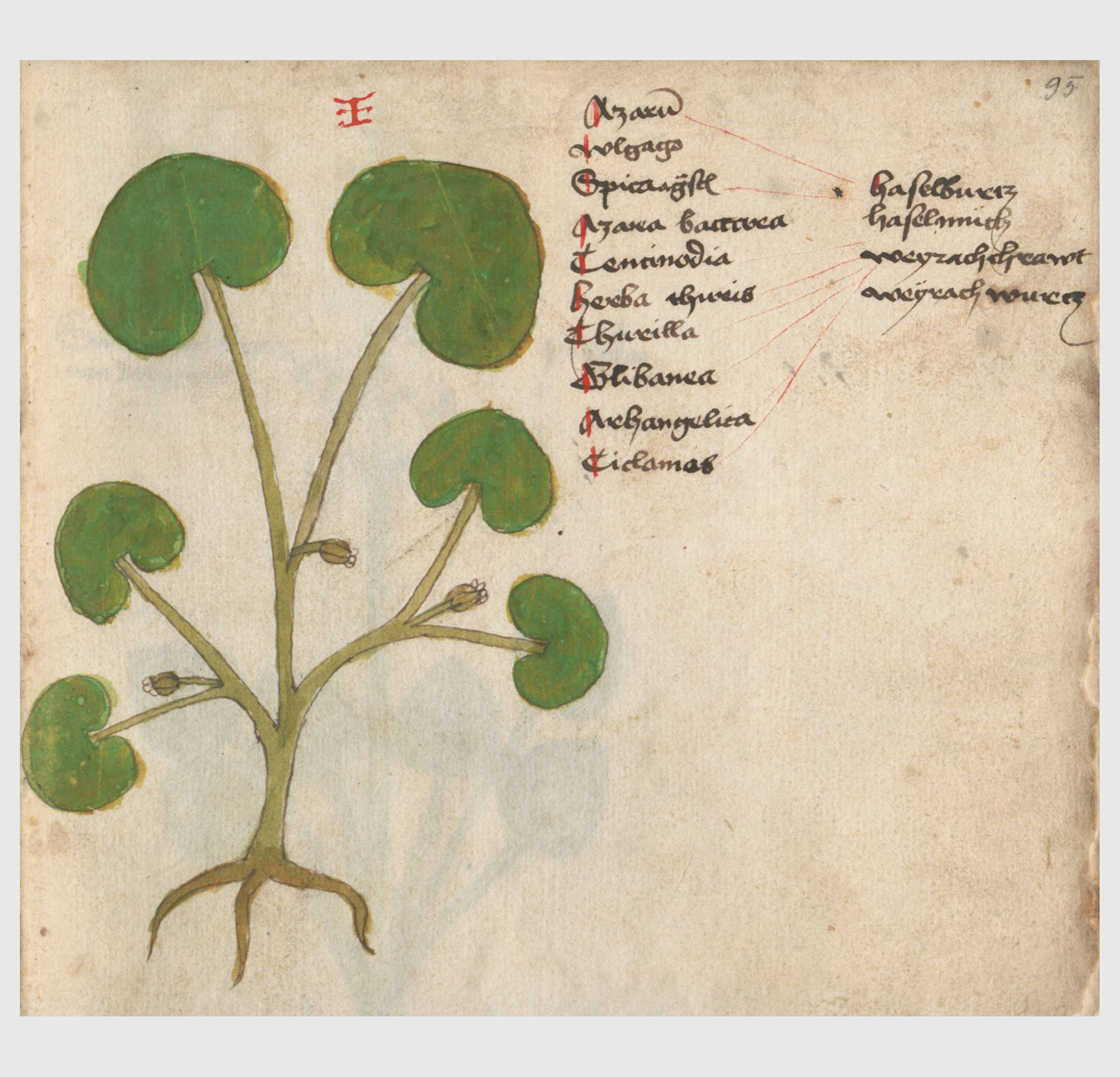
Vitus Auslasser 1479
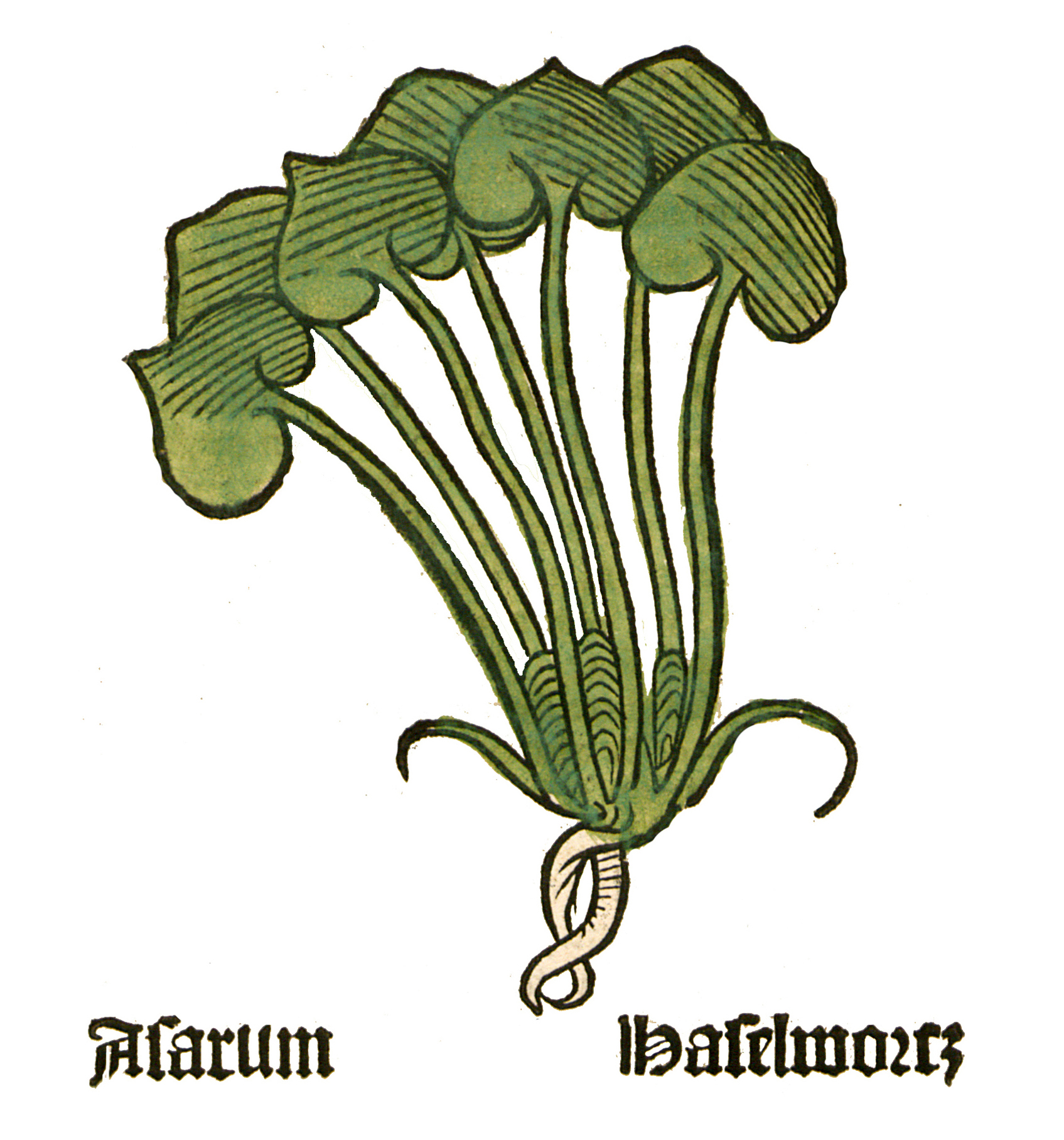
Herbarius Moguntinus 1484

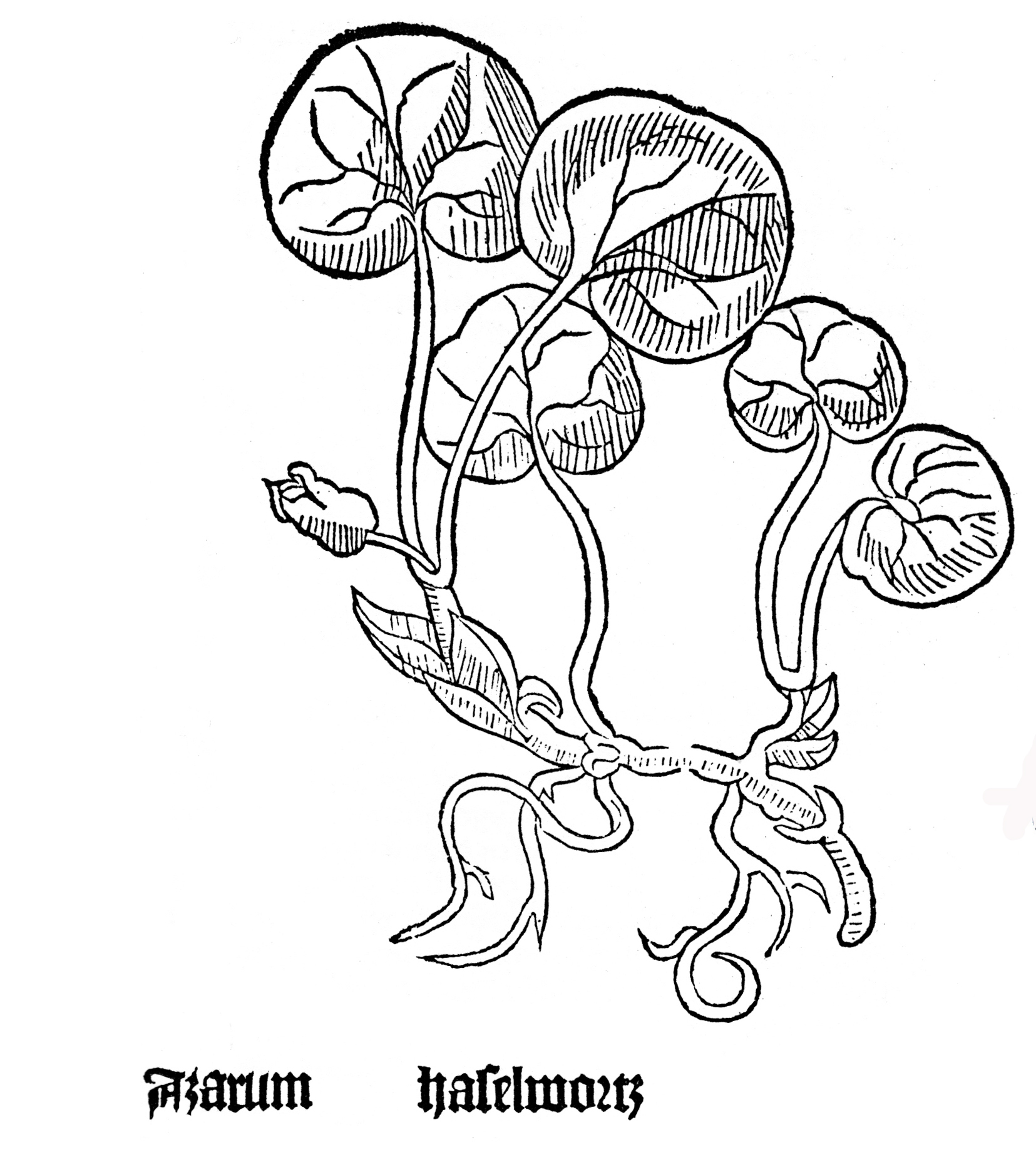
Gart der Gesundheit 1485
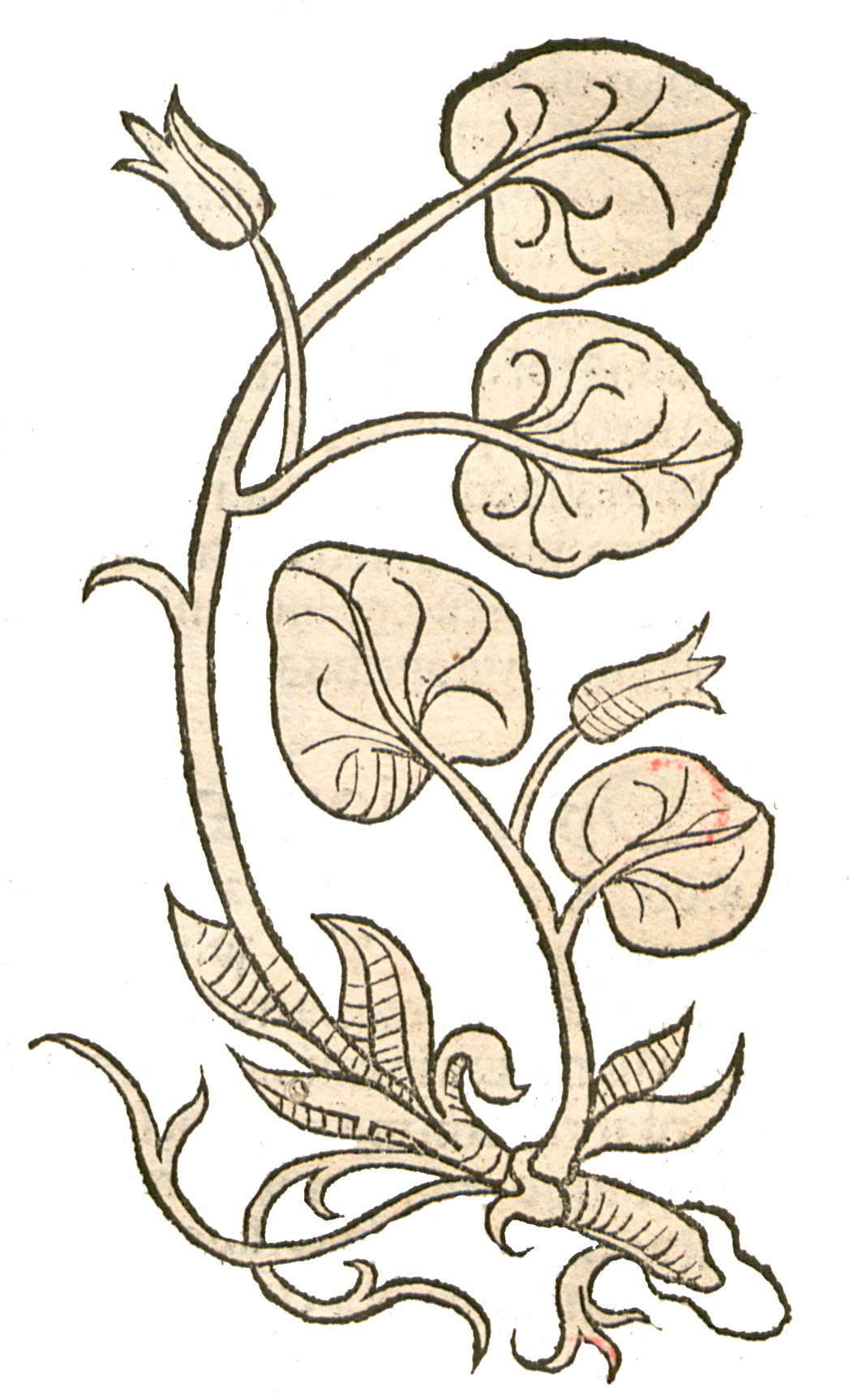
Hortus sanitatis 1491
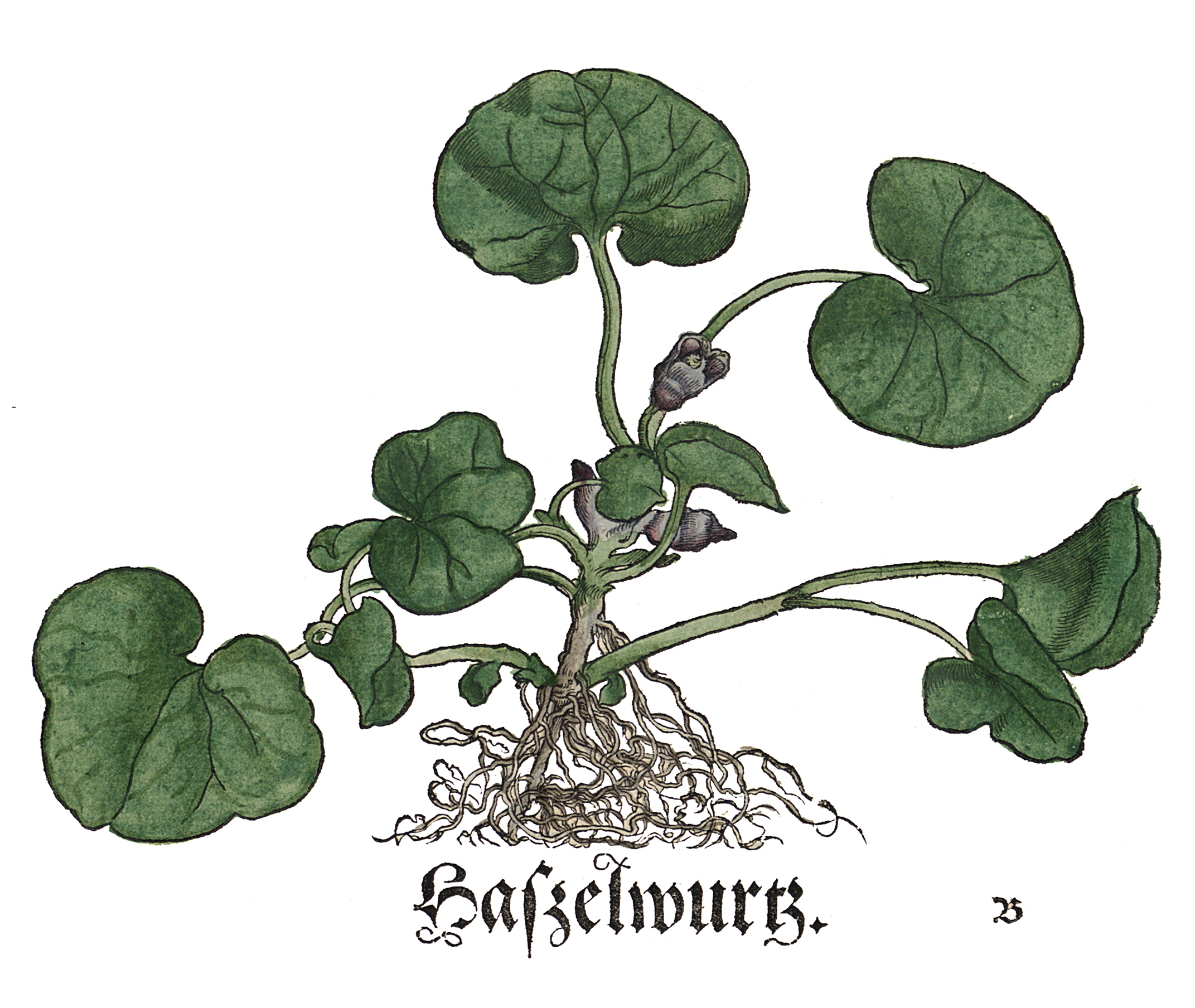
Otto Brunfels 1532
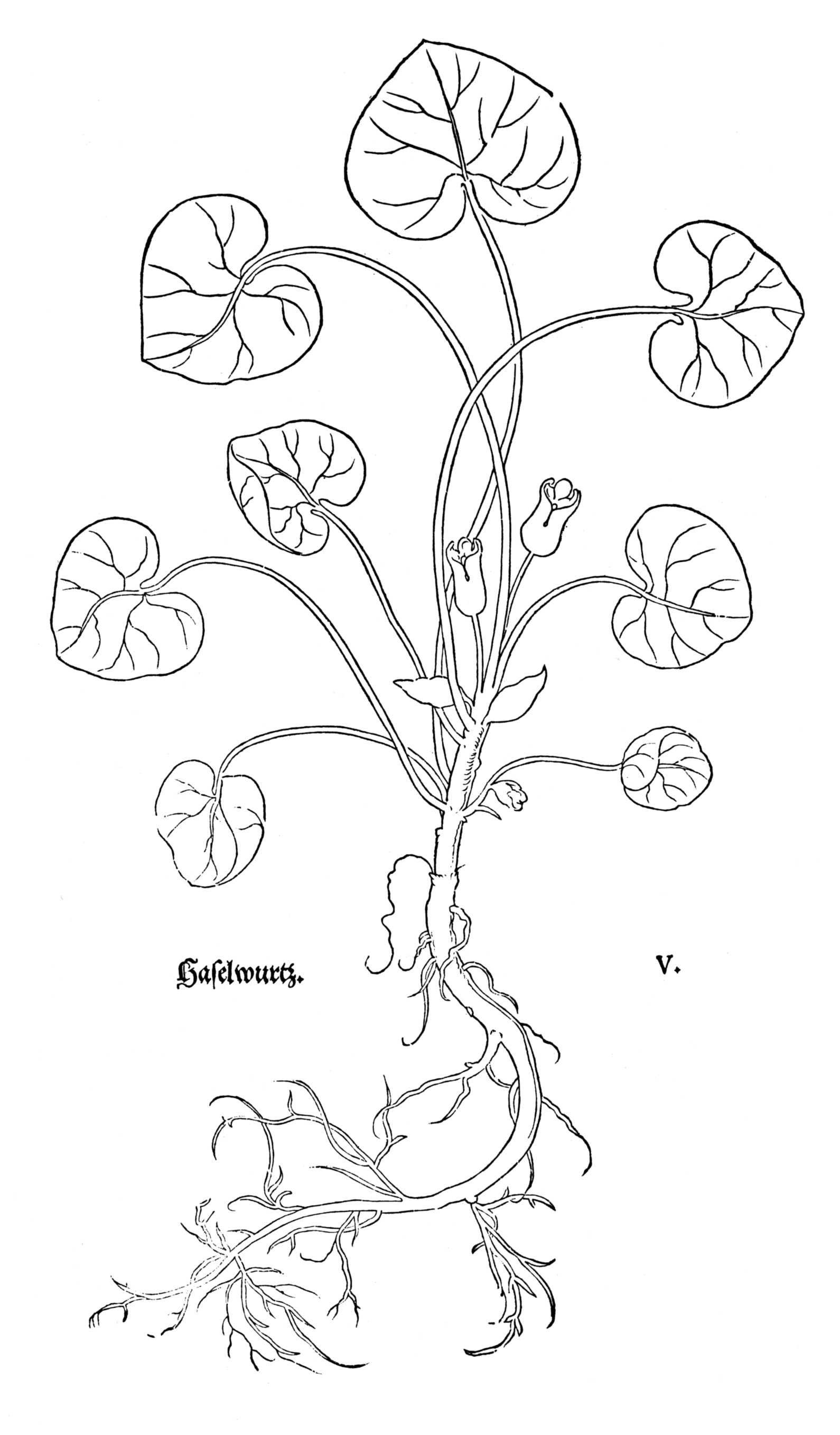
Leonhart Fuchs 1543
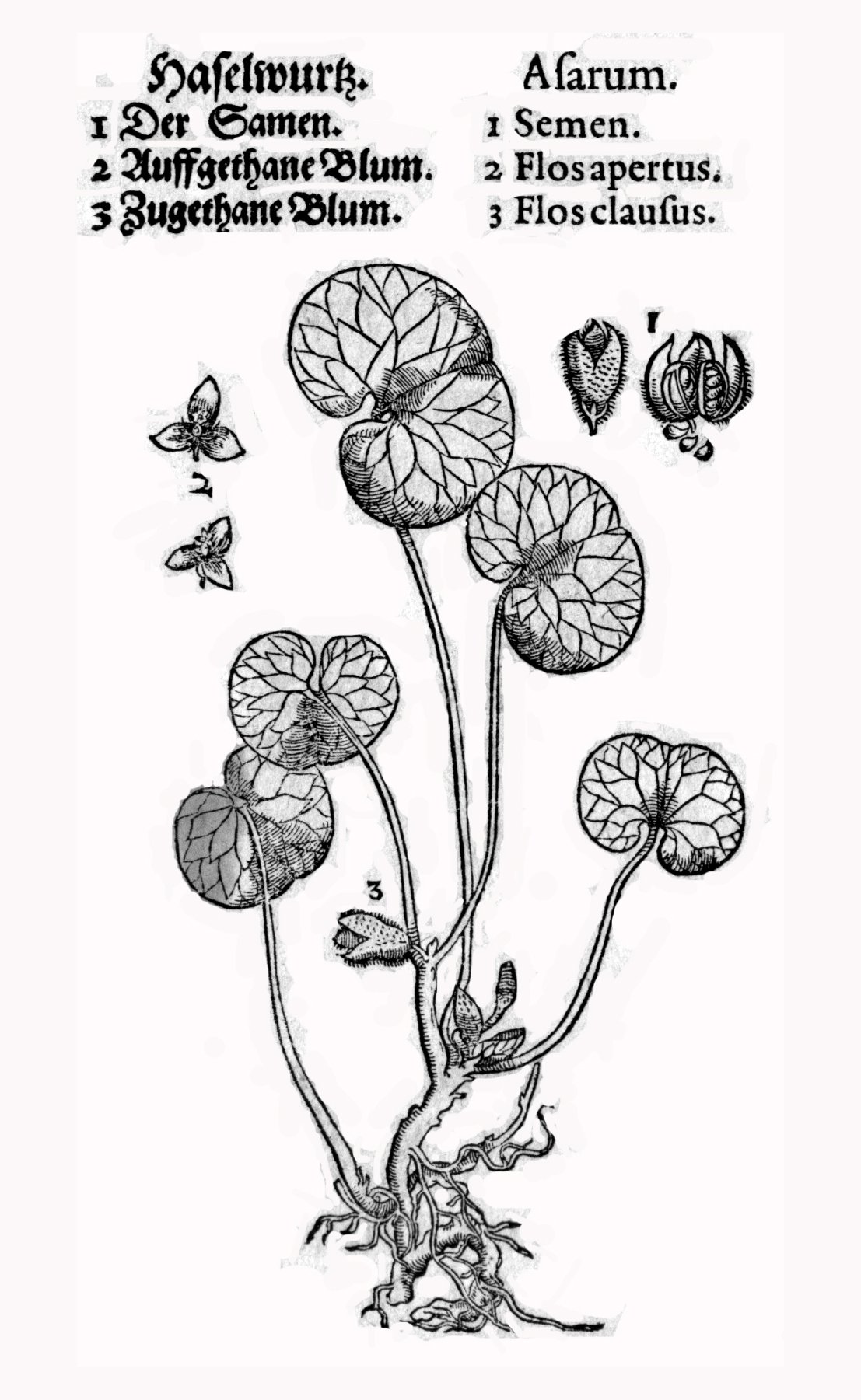
Mattioli / Handsch / Camerarius 1586